# Koncentrační tábor Hradištko
Koncentrační tábor Hradištko (německy: Aussenlager Hradischko) byl za druhé světové války pobočný tábor koncentračního tábora Flossenbürg zřízený v listopadu roku 1943 v obci Hradištko v okrese Praha-západ. Vznikl z přeměněného pracovně-výchovného tábora v areálu cvičiště SS a měl kapacitu cca 500 vězňů.

## Historie

### Cvičiště SS
Zřízení tábora předcházel vznik vojenského výcvikového prostoru SS. Podklady k návrhu na cvičiště, vojenský výcvikový prostor Benešov, (německy SS-Truppenübungsplatz Beneschau) poslal Curt von Gottenberg Karlu Hermannu Frankovi 25. září 1939. Rozlohu cvičiště odhadoval na 350 km² a nazván byl podle nejbližšího velkého města. Výhodou vybraného území byla jeho strategická poloha (dostupnost z Prahy, nádraží v Benešově, řeky Vltava a Sázava vytvářely přirozenou hranici) a krajinný ráz oblasti (louky, pole, pastviny), navíc probíhající výstavba štěchovické přehrady zajišťovala energetickou soběstačnost. Z politického hlediska plán dobře zapadal do konečného řešení české otázky. Oblast byla obydlena českým obyvatelstvem a proces vysídlování předcházející výstavbě cvičiště měl zamezit odbojové činnosti, po válce by pak oblast byla osídlena Němci. Se zřízením cvičiště ale nesouhlasil říšský protektor Konstantin von Neurath (zábor zemědělské půdy dle něj mohl komplikovat zásobování). Změna nastala v září roku 1941, kdy se zastupujícím říšským protektorem stal Reinhard Heydrich.
Bylo rozhodnuto o vysídlení dané oblasti, ovšem s přihlédnutím na hospodářskou situaci probíhalo postupně v pěti etapách. První vyhláška byla vydána 14. března 1942 a nařizovala vystěhování osmi obcí a jejich osad. Vyhláška z 16. června 1942 rozšířila evakuované území a týkala se i Hradištka. Vystěhování mělo proběhnout nejpozději do 15. září 1942. Jako první museli odejít lidé, kteří zde neměli trvalé bydliště, a až nakonec zemědělci po sklizení veškeré úrody. Na území vyklizeném v první etapě vznikla ženijní škola jednotek SS. Jejím velitelem byl jmenován SS-Obersturmbannführer Emil Klein, který byl posléze povýšen na SS-Sturmbannführera.

### Pracovně-výchovný tábor
Budování cvičiště vyžadovalo dostatek pracovních sil, proto zde byl na podzim roku 1942 zřízen pracovně-výchovný tábor (německy Arbeitserziehungslager). Vězni sem byli umisťováni za pracovní delikty, šlo o totálně nasazené Čechy v Německu či v Protektorátu obviněné ze sabotáži při práci. Táborem prošlo do listopadu 1943 zhruba 4,5 tisíce lidí.

### Koncentrační tábor

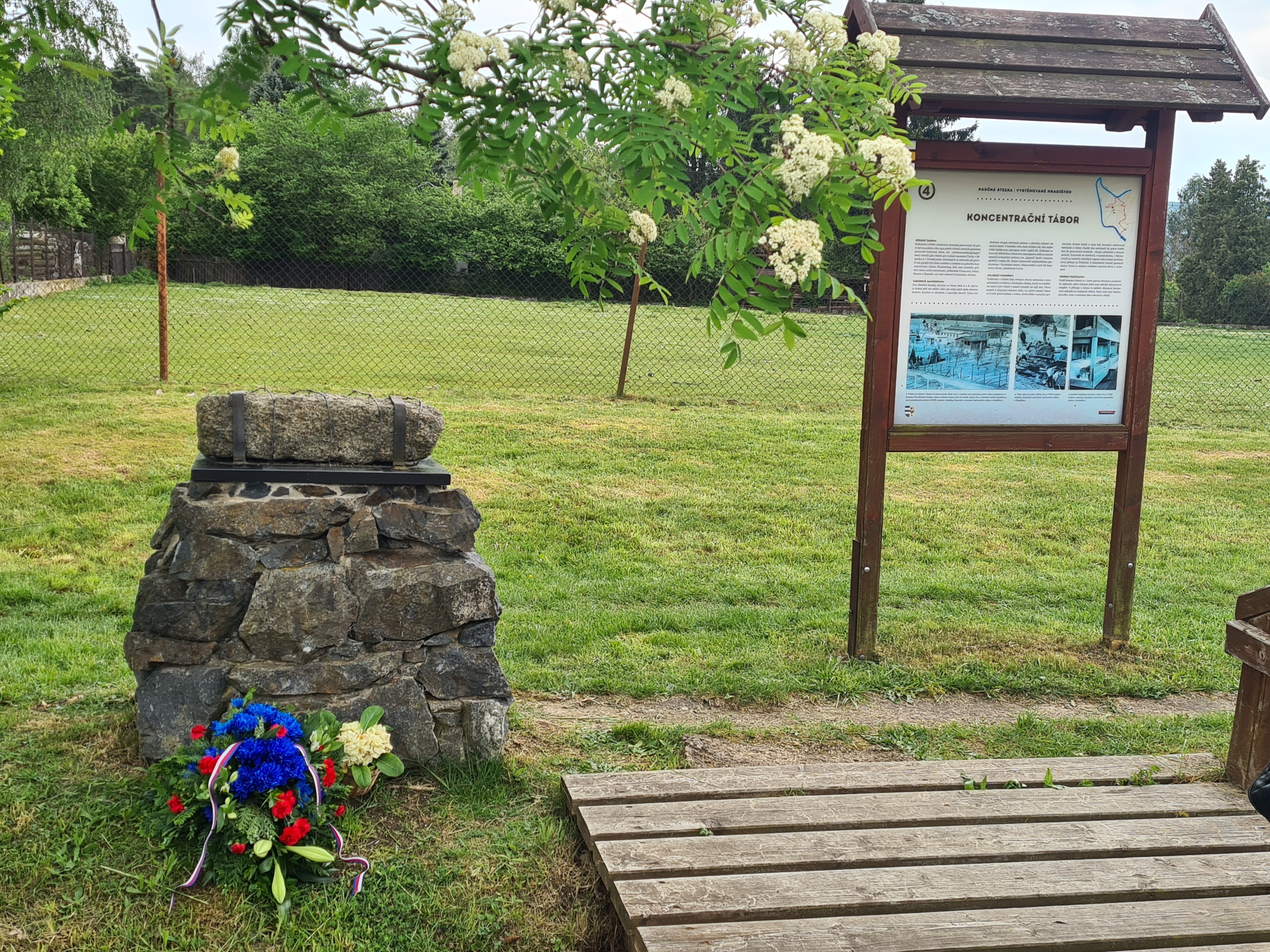
Pomník a informační tabule v místě někdejšího koncentračního tábora Hradištko

17. listopadu 1943 byl tábor změněn na pobočku koncentračního tábora Flossenbürg. Do prosince 1943 sem bylo transportováno 191 Němců, v březnu 1944 přichází do Hradištka 325 vězňů, zejména Francouzi, ale i Španělé, Italové, Rusové a Poláci a další. Šlo hlavně o politické vězně, ale také německé kriminální zločince a homosexuály. Vězni byli ubytováni v barácích bývalého pracovního tábora (dva dřevěné baráky, tzv. blok A a B), tábor byl časem stavebně rozšířen o další baráky, strážní věže, appelplatz, byla zde kuchyň se skladem a marodka. Tábor byl obehnán dvojím drátěným plotem s několika řadami ostnatých drátů a v rozích stály strážní věže.
Velitelem tábora byl SS-Oberscharführer Alfred Kuss, dozorce z koncentračních táborů Buchenwald a Flossenbürg. Úkolem vězňů byly stavební práce na cvičišti jednotek SS jako výstavba kanalizace, střelnice, stavba cest nebo později budování protitankových zákopů. Vězni pracovali šest dní v týdnu, denně i deset až dvanáct hodin, za každého počasí. Podmínky v táboře byly velmi špatné, někteří přeživší vězni je popsali jako mnohem horší než v jiných táborech, kterými dříve prošli. Trpěli nedostatkem vody, panovaly zde otřesné hygienické podmínky, neustálý hlad, úplavice, blechy, vši, v zimě mráz a nedostatek oblečení. Kvůli nulové lékařské péči vězni umírali na následky zavšivení nebo infekce.
Dle součtu vězňů z února 1945 se zde nacházelo 442 vězňů: 143 Němců, 4 Belgičané, 156 Francouzů, 11 Italů, 40 Poláků, 1 Portugalec, 58 Rusů, 1 Švýcar, 27 Španělů, 1 osoba bez státní příslušnosti.

## Masakr vězňů

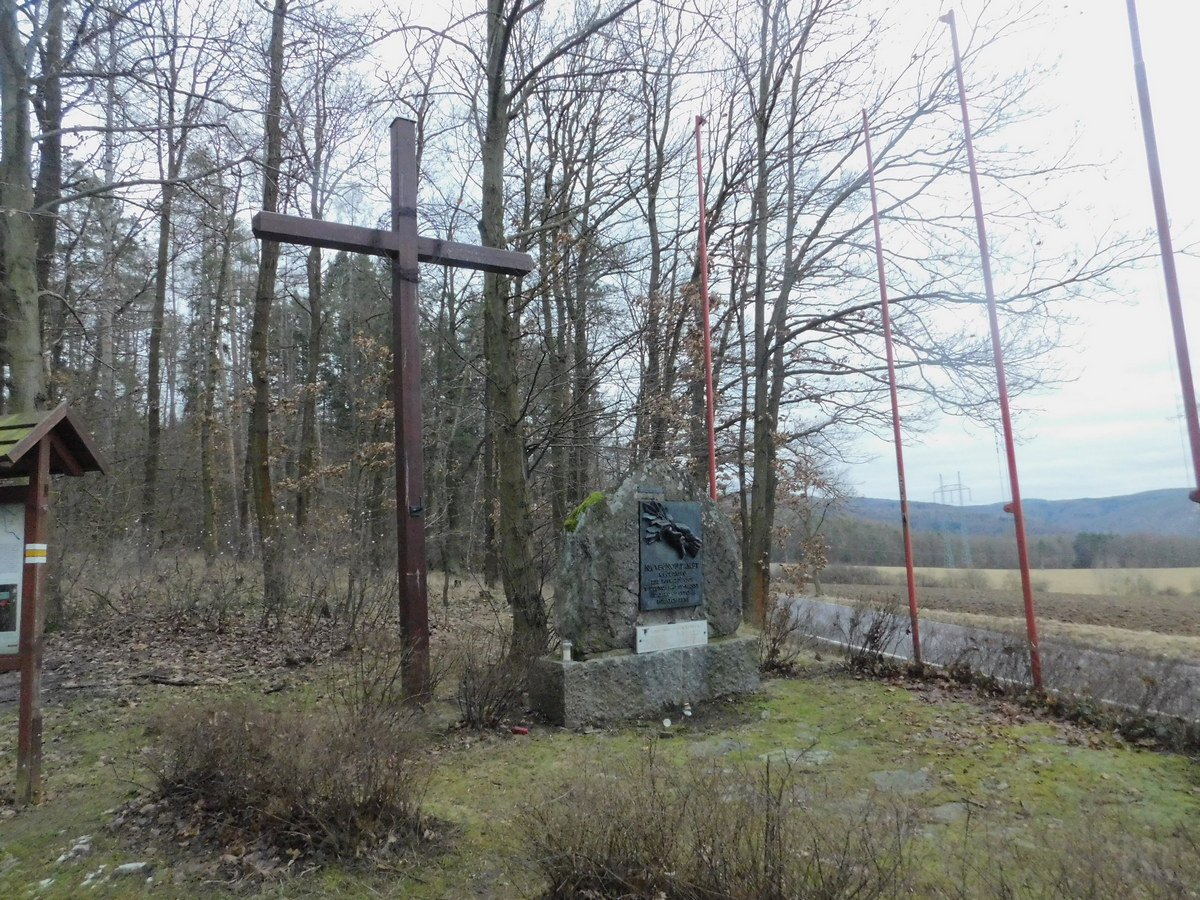
Pomník v místě masakru

Koncem února roku 1945 byli vězni nasazeni na kopání zákopů v Třebsíně a v zalesněné rokli Dušno. Strážní službu v táboře převzali příslušníci ženijních praporů a jejich velitelem byl SS-Sturmbannführer Erwin Lange. Ten využil nepřítomnosti velitele tábora Alfreda Kusse a pod záminkou vymyšleného pokusu o vzpouru a útěk vězňů zosnoval plán na jejich likvidaci. Dne 9. dubna 1945, když se vězni vydali do Třebsína kopat protitankový příkop, byli po cestě postříleni, což se opakovalo ještě 10. a 11. dubna. Celkem bylo zavražděno 48, resp. 49 vězňů. Svědky události byli ale čeští lesní dělníci a celá akce byla nakonec zastavena.

## Transport smrti, konec války
S blížícím se koncem války byl tábor 26. dubna 1945 rozpuštěn. 21 vězňů neschopných přesunu bylo zavražděno smrtícími injekcemi, ostatní se vydali pěšky do Měchenic. Během pochodu smrti bylo zastřeleno 100 až 150 vězňů.
V Měchenicích čekali vězni dva dny na transport v dobytčích vagonech. Během cesty byly k transportu připojovány další vagony. V Praze se připojil k vlakovému transportu č. 94803 z koncentračního tábora Litoměřice, který po cestě „sbíral“ vězně z poboček táborů Flossenbürg, Gross-Rosen a z věznice v Malé pevnosti Terezín a jeho cílem měl být buď KT Mauthausen či KT Dachau. Řada vysílených vězňů transport nepřežila. 1. května 1945 zastavil vlak na nádraží v Olbramovicích, kde do něj měli být přibráni vězni z tábora ve Vrchotových Janovicích. Projíždějící velitel jednotky SS ve Voticích Friedrich Wilhelm Graun poté nechal v Křešicích na nástupišti rozestavět kulomety a vydal rozkaz k palbě, která trvala 20 minut a zúčastnila se jí i jeho manželka. Celkem zde zůstalo 82 mrtvých. Na olbramovickém hřbitově se nachází hromadný hrob obětí, na nádraží je umístěna pamětní deska. Dne 8. května transport osvobodili u zastávky Výheň mezi Kaplicí a Velešínem v jižních Čechách povstalci, železničáři a vojáci 2. divize ROA.
Po druhé světové válce byli v koncentračním táboře Hradištko vězněni němečtí zajatci a čeští kolaboranti až do června 1946. Poté byl tábor zrušen a rozebrán.

## Připomínky
Z koncentračního tábora v Hradištku se zachovala dřevěná budova marodky (dnes chatka v zahrádkářské osadě). V trávě je patrná podezdívka po oplocení tábora. Jeden z domů stojí na základech bývalé kuchyně. Dochovala se část cesty (od Hradištka směrem do Pikovic), kterou vězni vydláždili kameny. Z bývalého cvičiště SS se dochoval zbytek zdi střelnice u hory Medník (přístupný po cyklistické trase 8201).
Místo, kde stával koncentrační tábor, připomíná pomník s kamenem z appelplatzu z Flossenbürgu.
Po osvobození byl na místě masakru vztyčen dřevěný kříž s věncem z ostnatého drátu z koncentračního tábora. Pomník masakru vězňů na tomto pietním místě je kulturní památkou. Každoročně se zde koná pietní akt u příležitosti výročí konce druhé světové války.
Jeden z dělníků vyryl na místě masakru, kde ležel jeden ze zastřelených vězňů, do kůry stromu kříž. Dodnes je zde patrný.
Dne 15. září 2012, na sedmdesáté výročí dne, kdy místní obyvatelé museli opustit své domovy, byla zpřístupněna Naučná stezka Vystěhované Hradištko. Stezka začíná v obci na návsi a je dlouhá 8,5 kilometru. Vede okolo obou pomníků a rovněž místem, kde byl v roce 1946 nalezen archiv K. H. Franka, tzv. Štěchovický archiv.

## Film
V roce 2025 byl natočen film „Popel", který popisuje pátrání po osudech španělského občana, který byl za druhé světové války odvlečen do koncentračního tábora Hradištko. Dokument objevuje zásadní roli ředitele strašnického krematoria Františka Suchého a jeho syna Františka Suchého mladšího, kteří uchovávali popel obětí nacismu včetně vězňů z Hradištka. Zkrácenou televizní verzi pod názvem „Tajemství pražského krematoria" odvysílala Česká televize dne 14. května 2025.

## Galerie

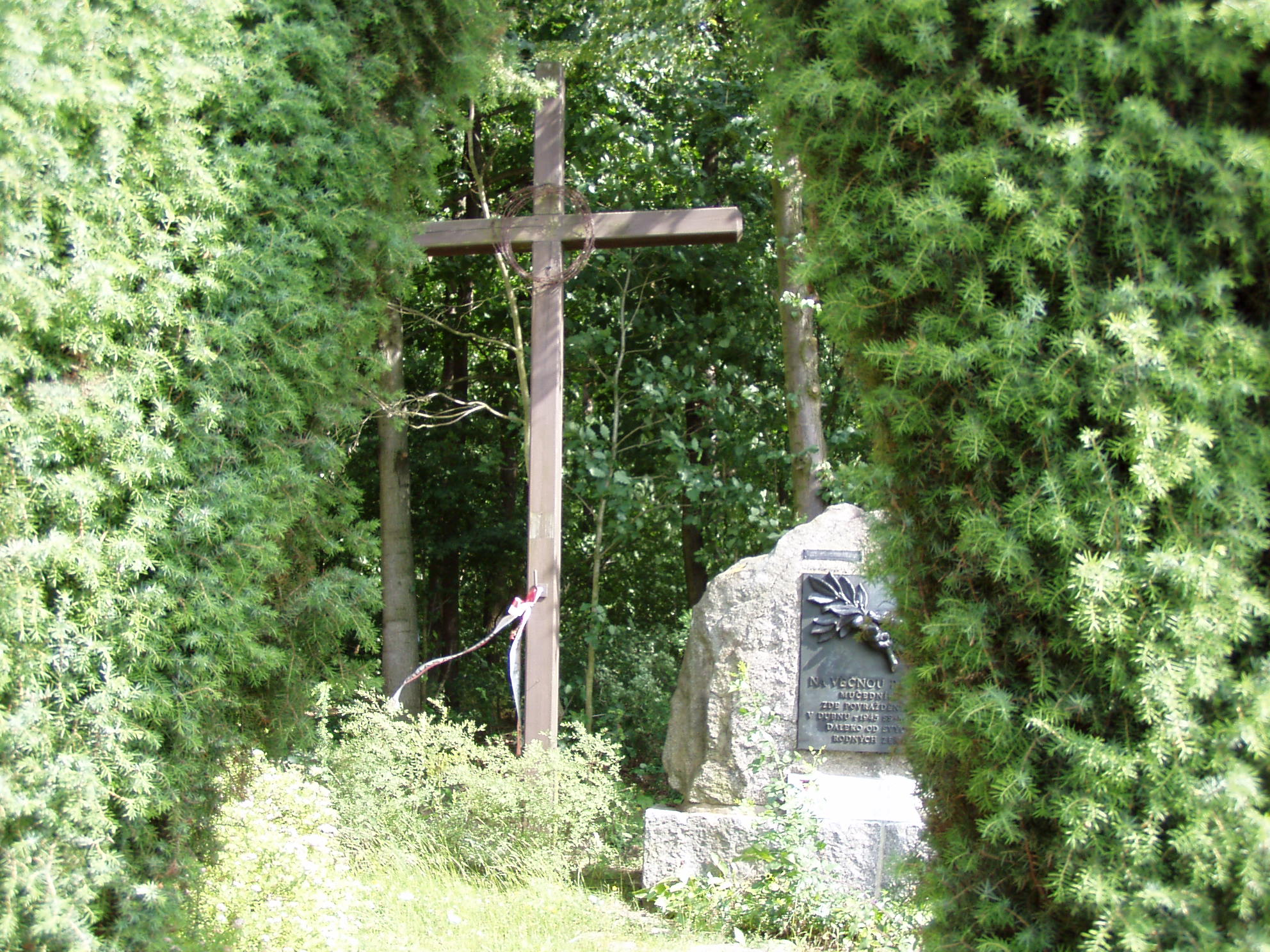
Pomník masakru vězňů
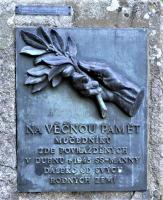
Pamětní deska na pomníku masakru vězňů
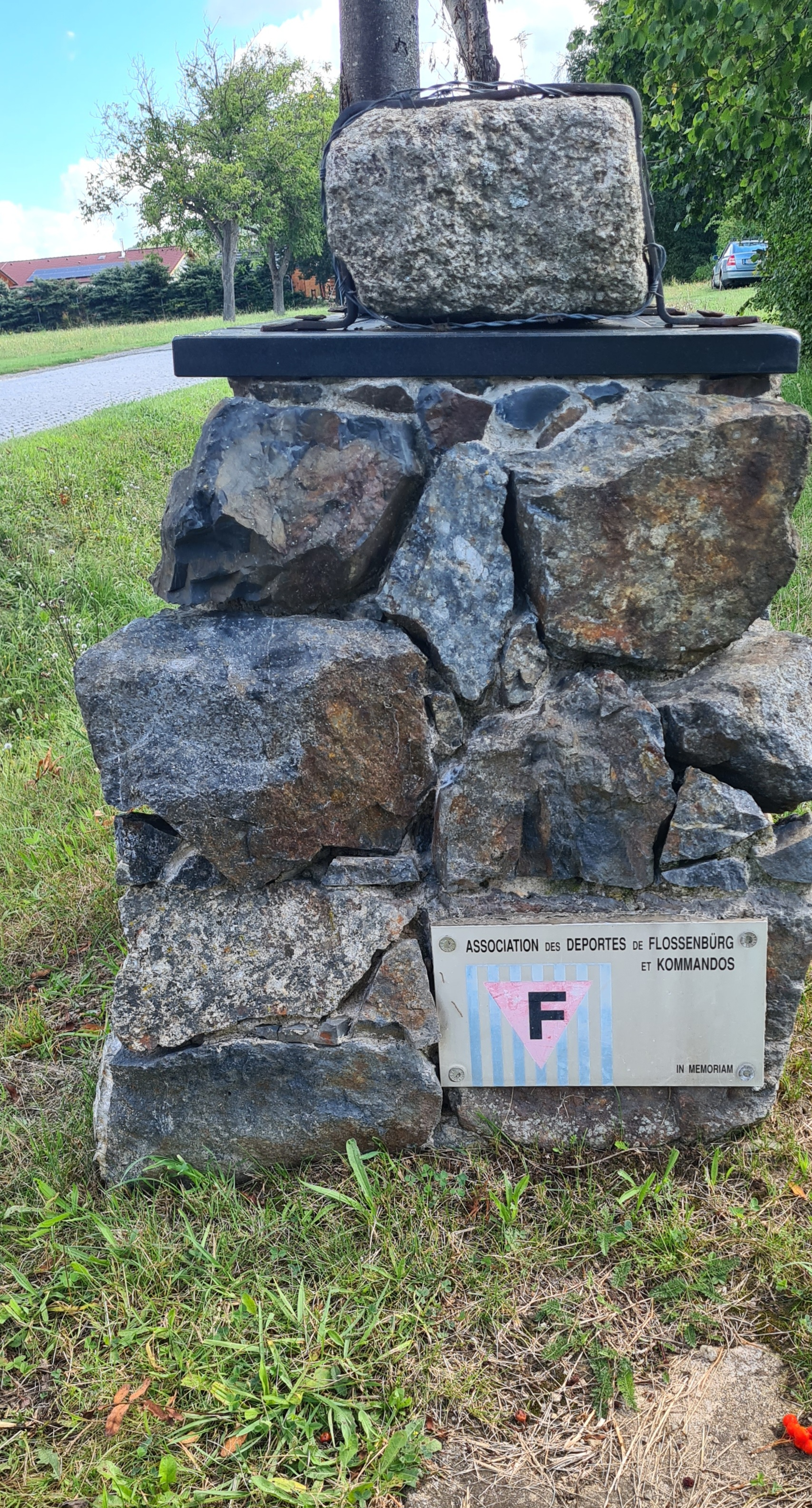
Detail pomníku v místě tábora s kamenem z appelplatzu